# Parinari nonda
Parinari nonda är en tvåhjärtbladig växtart som beskrevs av George Bentham och Ferdinand von Mueller. Parinari nonda ingår i släktet Parinari och familjen Chrysobalanaceae. Inga underarter finns listade i Catalogue of Life.